# نی‌آباد
نی‌آباد (سروآباد)، روستایی از توابع بخش مرکزی شهرستان سروآباد در استان کردستان ایران است.

## جمعیت
این روستا در دهستان رزآب قرار دارد و براساس سرشماری مرکز آمار ایران در سال ۱۳۸۵، جمعیت آن ۴۰۸ نفر (۹۵خانوار) بوده‌است.